# Mas de Sant Hilari
El mas de Sant Hilari és una masia d'Abrera inclosa en l'Inventari del Patrimoni Arquitectònic de Catalunya.

## Descripció
És una masia de tipus basilical amb el cos central més aixecat; està formada per planta baixa, pis i golfes. La façana principal està orientada al migdia. La porta de l'entrada, d'arc de mig punt adovellat, té una finestra i un pedrís a cada costat. Al primer pis hi ha quatre finestres emmarcades motllures de pedra acabades en caps de bou de terracota. A la mateixa alçada hi ha un rellotge de sol esgrafiat coronat per un gerro de flors de pedra. Les golfes, al cos central, tenen dues finestres d'arcs de mig punt amb un ampit motllurat de maons de dos colors. La teulada, a dues aigües perpendiculars a la façana principal i trencada pel cos central de les golfes, acaba amb un ràfec sostingut per permòdols.

## Història
Casa documentada el 1252 al testament de Ramon de Voltrera, senyor del castell, que deixà, juntament amb la casa de Sant Hilari, al seu fill homònim, Ramon de Voltrera. Al segle xvi la finca s'anomenava Quadra de Sant Hilari. A la primera meitat del segle xvii apareix documentada al "Llibre de la cobrança de l'oli", on es registrava els lliuraments periòdics d'oli a l'església.
L'estat actual de la construcció correspon bàsicament a la reforma de principis del segle XX (1913-1914) i alguna altra menor de més recent, com la construcció d'un nou portal sobreposant-se a l'original que es veu mig cegat, sota seu. Els bancs, el rellotge de sol i les motllures que ressegueixen les finestres i llurs ampits, són de dita reforma. L'interior també ha estat molt canviat.
Com a conseqüència d'un conveni urbanístic, ha esdevingut propietat pública de l'Ajuntament d'Abrera.